# Phobolosia atrifrons
Phobolosia atrifrons là một loài bướm đêm trong họ Erebidae.